# Prado Verde, Texas
Prado Verde là một nơi ấn định cho điều tra dân số (CDP) thuộc quận El Paso, tiểu bang Texas, Hoa Kỳ. Năm 2010, dân số của nơi này là 246 người.

## Dân số
- Dân số năm 2000: 200 người.
- Dân số năm 2010: 246 người.